# Money (film, 1991)
Pour les articles homonymes, voir Money.
Pour plus de détails, voir Fiche technique et Distribution.
Money est un film franco-canadien réalisé par Steven Hilliard Stern, sorti en 1991.

## Synopsis
Frank Cimballi (Eric Stoltz), jeune héritier de 21 ans, dilapide sa fortune. Il est suspecté dans une affaire de meurtre par overdose. L'affaire est miraculeusement enterrée, mais il apprend que des proches de son père l'ont dépossédé. Il entreprend de se venger en les dépossédant à leur tour.

## Fiche technique
Sauf mention contraire, cette liste provient d'informations de l'Unifrance.
- Titre original : Money
- Réalisation : Steven Hilliard Stern, assisté de Pascal Deux
- Scénario : Larry Pederson, Gordon Roback, d'après Money de Paul-Loup Sulitzer
- Musique : Ennio Morricone
- Direction artistique : Claude Paré
- Décors : Jean-Michel Hugon
- Costumes : Catherine Gorne-Achdjian
- Photographie : Franco Di Giacomo
- Montage : Yves Langlois
- Production : André Djaoui et René Malo
- Sociétés de production (coproduction) :  Cinémax, Télémax, Films A2, Malofilm Production[2]
- Société de distribution : United International Pictures, Allegro Films (Canada), ASCII pictures (Japon)
- Pays de production :  France,  Canada[2]
- Langue originale : français, anglais
- Format : son mono — 1.85:1 — couleur
- Genre : business-thriller
- Durée : 105 minutes
- Date de sortie : 
  - France : 17 avril 1991
- Affiche : Jouineau Bourduge (France)

## Distribution
- Eric Stoltz : Frank Cimballi
- Maryam d'Abo : Sarah Walkins
- Bruno Cremer : MarcLavater
- Mario Adorf : Le Turc
- F. Murray Abraham : Will Scarlett
- Anna Kanakis : Anna Lupino
- Christopher Plummer : Martin Yahl
- Bernard Fresson : Henry Landau
- Jean-Pierre Castaldi : Joachim
- Angelo Infanti : Romano
- Tomás Milián : Robert Zara
- Patricia Barzyk : Ute
- Raymond Gérôme : Moer
- Jim Adhi Limas : Ir Hak
- Antonella Tinazzo : Gina
- Paul-Loup Sulitzer : Mendeaux
- Martin Lamotte (non crédité)
- Danny DeVito (non crédité)